# Якоб Сільверберг
Якоб Сільверберг (швед. Jakob Silfverberg; 13 жовтня 1990, м. Євле, Швеція) — шведський хокеїст, лівий/правий нападник. Виступає за «Анагайм Дакс» у Національній хокейній лізі.
Вихованець хокейної школи «Брюнес» (Євле). Виступав за «Брюнес» (Євле), «Оттава Сенаторс», «Бінгемтон Сенаторс» (АХЛ).
В чемпіонатах НХЛ — 181 матч (33+48), у турнірах Кубка Стенлі — 37 матчі (8+11). В чемпіонатах Швеції — 166 матчів (53+55), у плей-оф — 31 матч (14+12).
У складі національної збірної Швеції учасник зимових Олімпійських ігор 2014 (6 матчів, 0+1), учасник чемпіонатів світу 2011 і 2012 (17 матчів, 2+1). У складі молодіжної збірної Швеції учасник чемпіонату світу 2010. У складі юніорської збірної Швеції учасник чемпіонату світу 2008.
Батько: Ян-Ерік Сільверберг.
Досягнення
- Срібний призер зимових Олімпійських ігор (2014)
- Срібний призер чемпіонату світу (2011)
- Бронзовий призер молодіжного чемпіонату світу (2010).
- Чемпіон Швеції (2012)

Нагороди
- Трофей Стефана Ліва — MVP плей-оф ШХЛ (2012)